# سیندی مک‌کین
سیندی مک‌کین (انگلیسی: Cindy McCain؛ زادهٔ ۲۰ مهٔ ۱۹۵۴) یک دیپلمات، تاجر و انسان دوست اهل ایالات متحده آمریکا است که به‌عنوان مدیر اجرایی برنامه جهانی غذا فعالیت می‌کند. وی بیوه سناتور جان مک‌کین است.